# Emilio Praga
Œuvres principales
Tavolozza, Penombre, Trasparenze
Emilio Praga (1839 - 1875) est un écrivain, poète, peintre et librettiste italien.

## Mouvement littéraire

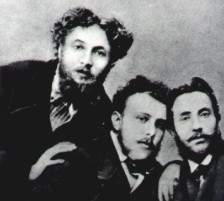
Emilio Praga avec d'autres représentants de la Scapigliatura : Carlo Dossi et Luigi Conconi.

Son œuvre et son action artistique le font appartenir au mouvement artistique de la Scapigliatura, un mouvement en opposition au conservatisme culturel de l'époque.
Il est un représentant de la première génération de la Ligne lombarde.

## Œuvres

### Poésie
- Tavolozza, Milan, 1862
- Penombre, Milan, 1864
- Fiabe e leggende, Milan, 1867
- Trasparenze, Milan, 1878

### Récits
- Le memorie del presbiterio, 1881; Millennium editore, Bologne 2003,  (ISBN 978-88-9011-983-5)

### Théâtre
- Le madri galanti, Milan, 1863

### Livrets
- I profughi fiamminghi, Milan, 1864, musique de Franco Faccio
- L'avvocato Patelin, Milan, 1871, d'après La Farce de Maître Pathelin (François Villon?), musique de Achille Montuoro
- I promessi sposi, d'après I promessi sposi de Alessandro Manzoni, musique de Amilcare Ponchielli
- Il viandante, d'après Le passant de François Coppée, musique de Giulio Litta Visconti Arese
- Atala, Milan, 1876, musique Giuseppe Gallignani
- Il conte di Montecristo, Milan, 1888, d'après Le comte de Monte Cristo d'Alexandre Dumas, achevé par Ferdinando Fontana, musique de Raffaele Dell'Aquila
- Maria Tudor, Milan, 1879, d'après Marie Tudor de Victor Hugo, musique de Antônio Carlos Gomes
- Fantasma, musique de Andrea Ferretto

- Le madri galanti, 1863
- Penombre, 1864
- Fiabe e leggende, 1867
- Memorie del presbiterio, 1881